# CKEditor
CKEditor es un editor de texto HTML/ WYSIWYG de código abierto que proporciona funciones de procesador de texto en páginas web, sin la necesidad de instalarlo como aplicación en la computadora del cliente.

## Características
- Generación de código XHTML 1.0
- Soporte CSS
- Incorporar formularios
- Formateo de fuente
- Cortar, copiar, pegar
- Inserción de imágenes
- Creación de tablas
- Menús contextuales con botón derecho
- Funcionalidad incorporada de corrector ortográfico (WebSpellChecker LLC)[1]

## Soporte

### Navegadores
- Internet Explorer
- Firefox
- Safari
- Ópera
- Netscape
- Camino
- Google Chrome

### Sistemas operativos
- Windows
- MacOS
- Linux

### Lenguajes de servidor
- PHP
- Perl
- Python
- ASP.NET
- ASP
- ColdFusion
- Java
- Active-FoxPro
- Lasso
- Node.js